# 音楽ば〜かZeppライブ
音楽ば〜かZeppライブ（おんがく-ゼップ-）は、テレビ東京系列で放送されている音楽番組『音楽ば〜か』の企画で開催されたライブコンサートである。

## 概要
音楽ば〜か1期生のMERA・おっぺん・キミーブラウニーの3人を中心として開催された、同番組シーズン1の最終目標である。
2008年8月28日に、Zepp Tokyoにて行われ、来場者数は1184人と発表された。入場料は無料で、観覧希望者は事前に番組サイトから応募する形式がとられた。ライブ終了後に音楽ギフトカード1000円分争奪ビンゴ大会を行うという特典もついた。
ライブの模様は9月13日と9月20日に放送され、20日は50分間の拡大スペシャルとなった。

## 出演者
- MERA
  - MERANNICA：松丸祐二(SAFARI)、MICK(SAFARI)、YUJI(ROSE ROSE)
  - 愛カラ族♡：まりな、河井彬、きよたま、ヒメ、きょどりん、れいこ、あけび
- おっぺん
  - 花枝BAND：花枝聖、大塚誠、後藤正樹、春山弘臣
  - ねーさん
  - 音ばかバンド：将至、Fin（矢澤綾乃）、ピエール
  - かとうこうた
- キミーブラウニー
  - キミイシスターズ
  - キッズダンサーズ
  - キミイオーケストラ（ストリングス）

### MC
- 大竹一樹（さまぁ〜ず）
- CHARA
- メルシーのママ
- 場内アナウンス：秋元玲奈（テレビ東京アナウンサー）

### 音楽プロデューサー
- 田辺章男
- イイジマケン

## 曲目
番組内で放送された分のみ。開演時に番組MCである大竹一樹とCHARAが開会宣言を行った。
1. キミーブラウニー - キミーブラウニー
  - 番組開始当初からキミーの代表曲として紹介されていた自作曲。
  - キミイシスターズの8名が一緒に登場し、コーラスを担当した。
2. ギャーットフリーハグ - おっぺん with 花枝BAND
  - おっぺんの友人で作曲者の花枝聖との共演。
  - 歌詞の内容はおっぺんが行っているフリーハグの活動について歌ったもの。
3. Fire Fairy - MERANNICA
  - CHARAが夫である浅野忠信と同じバンドに所属する松丸祐二を紹介し結成された。
  - 作曲者のイイジマケンは番組を見て、MERAへの楽曲提供を自ら申し出たとされている。
4. 流れ星 - おっぺん with ねーさん
  - おっぺんとねーさんのツインボーカルに、バックバンド（上記の音ばかバンド）がつく5人編成で演奏された。
  - おっぺんが（即興で歌ったものを除いて）生まれて初めて作った曲とされている。
5. 好きになって - キミーブラウニー
  - 曲の前半はベッドに寝ながら歌い、目覚し時計のベルの様な効果音が鳴った後、起き上がって歌うという演出。
  - 田辺章男のプロデュースにより、Bメロが追加されるなどして完成した。
6. かずくん外して - キミーブラウニーとダンスキッズ
  - ステージ上で生着替えをして、ナースの衣装で21名のキッズダンサーズと一緒に踊る演出となった。
  - 歌詞の内容は、大竹一樹に対して歌ったもの。
7. ミックスで誤爆 - 愛カラ族♡
  - MERAと河井彬が中心となって結成されたアイドルユニット。オーディションを受けた6名を追加し、8人編成となった。
  - 作曲者はMERAのボイストレーニングを担当した岡田実音。岡田とともにAKB48などに楽曲を提供している高島智明が作詞と編曲を行った。
8. 即興〜童貞ソング - おっぺん with かとうこうた
  - ライブ当日までにオリジナル曲が完成せず、おっぺんがアコースティック・ギターを使い即興で歌った。
  - お蔵入りになっていた、かとう作の童貞ソングも披露された。
9. 歌う理由 - キミーブラウニー
  - 田辺章男からアドバイスを受け、キミー自身の体験を歌ったバラード。
  - キミイオーケストラがキーボードとストリングスを生演奏した。
10. mama - MERA
  - MERAが作詞したオリジナル曲。内容は母親に対しての気持ちを歌ったもの。
  - MERAの「青山テルマ風の母に捧げるバラード（海援隊）」という旨の注文を受け、イイジマが作曲した。
11. mera mera song - MERANNICA
  - 元々は途中降板した斉藤宏美との合作。イイジマのアレンジによってハードロック色の強い曲となった。
  - 本編最後の曲で、おっぺん、キミー、愛カラ族♡もステージに登場した。
12. We love music - アンコール
  - MERA、おっぺん、キミーの3名によるアンコール曲で作詞は3人の合作。作曲は花枝聖で、花枝BANDが演奏した。
  - ステージには上記の3名と花枝BANDの他、ねーさん、かとうこうた、愛カラ族♡が登場。最終的には大竹とCHARAも参加してフィナーレとなった。